# Indiana Jones e il regno del teschio di cristallo
Indiana Jones e il regno del teschio di cristallo (Indiana Jones and the Kingdom of the Crystal Skull) è un film del 2008 diretto da Steven Spielberg, interpretato da Harrison Ford e basato sulla storia concepita dal produttore esecutivo George Lucas.
Ambientato nel 1957, il quarto film della serie cinematografica vede un anziano Indiana Jones fronteggiare agenti dell'Unione Sovietica guidati da Irina Spalko alla ricerca di un teschio di cristallo. "Indy" è aiutato dal suo grande amore Marion Ravenwood, dal greaser "Mutt" Williams e dal compagno di avventure Mac. John Hurt e Jim Broadbent interpretano due accademici.
La pellicola, quarto capitolo delle avventure del famoso archeologo (anche se cronologicamente si tratta del 26°, contando oltre ai film anche le produzioni televisive), era in fase di produzione già al tempo della distribuzione di Indiana Jones e l'ultima crociata (1989), ma la realizzazione venne rimandata poiché Spielberg e Ford disapprovavano l'idea iniziale di Lucas.
La squadra di produzione ha dichiarato che la pellicola è stata girata, come le tre precedenti, prediligendo l'uso di stuntmen rispetto al ricorso a effetti speciali di computer grafica. Jeb Stuart, Jeffrey Boam, Frank Darabont e Jeff Nathanson stilarono diverse bozze della sceneggiatura; alla fine fu David Koepp a produrre uno script che riuscisse a soddisfare contemporaneamente Spielberg, Lucas e Ford. Le riprese iniziarono finalmente il 18 giugno 2007 ed ebbero luogo in Nuovo Messico, New Haven (Connecticut), Hawaii, Fresno (California) e a Los Angeles per gli interni. Al fine di mantenere una continuità estetica con i film precedenti, il direttore della fotografia Janusz Kamiński studiò approfonditamente lo stile usato da Douglas Slocombe nei precedenti film della serie.
Il marketing ha confidato moltissimo sulla nostalgia del pubblico nei confronti della saga, producendo così prodotti ispirati a tutti e quattro i film. Le anticipazioni riguardanti il film sono state controllate da una fortissima segretezza, spesso sconfinata in dispute legali per violazioni dell'accordo di non divulgazione, fino all'arresto di una persona per il furto da un computer di documenti relativi alla produzione.
Il film è stato presentato in anteprima al Festival di Cannes 2008 il 18 maggio 2008 ed è stato distribuito in tutto il mondo il 22 maggio 2008. Ha ricevuto recensioni generalmente positive da parte della critica. Tuttavia, ha polarizzato i fan del franchise. I critici hanno elogiato il film per gli effetti visivi, le performance, le sequenze d'azione, la colonna sonora di John Williams e il design dei costumi, ma hanno criticato i dialoghi, la trama, il ritmo e l'uso eccessivo della CGI. È stato anche un successo finanziario come i precedenti tre film della serie, incassando oltre 790 milioni di dollari in tutto il mondo, diventando il film con il maggior incasso del franchise.

## Trama
Deserto del Nevada, 1957. Un commando di militari sovietici, guidati da Irina Spalko, scienziata esperta di paranormale e pupilla di Stalin, e dal Colonnello Dovchenko, espugna una base segreta americana, l'Hangar 51, conducendovi Indiana Jones e la sua spalla George "Mac" McHale. La spietata comandante Spalko intende servirsi del dottor Jones per trovare una particolare cassa contenuta tra migliaia di altre in un deposito, poiché dieci anni prima l'uomo aveva avuto occasione di esaminarne il contenuto, vale a dire dei resti di un essere apparentemente extraterrestre. Mentre l'attenzione di tutti è catalizzata sul contenuto della cassa, Jones tenta di rovesciare la situazione a suo favore, ma Mac lo ostacola, rivelando di essere al soldo dei Russi. L'eroe riesce comunque a scappare, stende Dovchenko, e si ritrova al centro di un test nucleare, al quale miracolosamente riesce a sopravvivere nascondendosi all'interno di un frigorifero, per poi essere recuperato dai militari Usa.
Decontaminato, viene sospettato dagli agenti dell'FBI di essere una spia comunista (siamo in tempo di maccartismo) a causa della sua amicizia con Mac, tanto che, al ritorno al Marshall College, il suo ufficio viene sottoposto a perquisizione, mentre Charles Stanforth, amico e preside del college, arriva anche a dimettersi pur di difenderlo. Jones, messo in aspettativa dal College, decide di lasciare gli Stati Uniti, per stabilirsi a Londra. Fatte le valigie, mentre sta partendo in treno, però, viene raggiunto dal giovane Mutt Williams, che gli chiede aiuto: sua madre è stata rapita mentre si interessava della scomparsa del professor Harold Oxley, un archeologo compagno di Indiana all'Università di Chicago, il quale le aveva lasciato una lettera indecifrabile, che la donna aveva giudicato comprensibile soltanto da Jones. L'uomo intravede una pista che porta a Nazca, in Perù, verso il Teschio di cristallo di Akator, un manufatto leggendario oggetto di venerazione e paura. Sulle sue tracce, vi sono anche agenti del KGB, che interrompono i due e li costringono a una rocambolesca fuga in moto per il campus universitario.
Giunti in Perù, i due scoprono che Oxley era impazzito, e, visitando la cella di un sanatorio in cui era stato rinchiuso, trovano la mappa del cimitero in cui è stato sepolto il conquistador spagnolo Francisco de Orellana, che aveva visitato la mitica El Dorado, e portato via da essa il Teschio. Recuperato l'oggetto ed evitati gli indios custodi delle tombe, i due vengono rapiti da Mac e dal colonnello Dovchenko. La Spalko è convinta che il possesso del Teschio fornisca a chi lo possiede poteri mentali e conoscenza, e decide di servirsi di Jones per scoprire sia come usare il Teschio, sia la strada per la mitica Città d'oro.
Per ottenerne la collaborazione, Jones viene ricattato minacciando la morte di Mutt e la madre, che si rivela essere Marion Ravenwood, sua vecchia fiamma. Interrogando il professor Oxley, ormai apparentemente delirante, Jones riesce a trovare la strada da percorrere: attraversando il Rio do Sono, un affluente del Rio delle Amazzoni. Tentando di fuggire dai russi, Marion e Jones finiscono nelle sabbie mobili, e la donna, certa di morire, rivela all'ex fidanzato che Mutt è suo figlio, e che il suo vero nome è Henry Jones III. Come prima reazione, Indy rimprovera a Marion di aver permesso al giovane di lasciare la scuola (il ragazzo infatti si guadagna da vivere come meccanico). I due sono poi salvati proprio dal loro figlio, ma vengono fatti nuovamente prigionieri a causa di Oxley.
Il giorno dopo, durante la ricerca, al gruppo si ripresenta l'occasione per fuggire, e Mac li accompagna, poiché rivela di essere un agente della CIA, e di fare quindi il doppio gioco. Dopo un inseguimento nella giungla, a bordo di una jeep sottratta ai russi, il gruppo finisce in un terreno popolato da formiche giganti. In aiuto della Spalko, arrivano il colonnello Dovchenko e un gruppo ben armato di soldati. Dopo un combattimento all'ultimo sangue, Indiana riesce a gettare il colonnello in pasto alle formiche, mentre Oxley si salva mostrando il teschio agli insetti che stranamente lo temono; ripresa la fuga con i suoi compagni di avventura, dopo aver superato tre cascate, Jones giunge all'ingresso della mitica città d'oro.
Espugnata l'entrata, sono aggrediti da una tribù di indios, ma riescono a fuggire mostrando loro il teschio. Dopo aver superato una "trappola", arrivano a El Dorado, che stranamente è fatta di pietra come una qualunque città. All'interno, trovano una raccolta di antichi manufatti di tutte le civiltà terrestri, ori e preziosi, ma soprattutto una sala contenente tredici scheletri di cristallo, di cui uno mancante del teschio. Ma ricompaiono a sorpresa i russi, poiché Mac aveva lasciato dietro di sé una scia di segnalatori elettronici, essendo sempre stato loro alleato e avendo mentito sul doppio gioco.
La Spalko colloca il Teschio al suo posto, il quale, parlando in antica lingua Maya per bocca del professor Oxley, manifesta la sua gratitudine. A questo punto, gli scheletri, non alieni provenienti da altri mondi nello Spazio, ma di natura infradimensionale, riprendono vita fondendosi in una sola creatura, che apre un varco dimensionale nel quale vengono risucchiati Mac e tutti i russi, mentre la Spalko si disintegra, bruciata dall'immensa quantità di sapere che l'essere le dona come "ricompensa". Nel finale, mentre Jones e i suoi amici fuggono per scampare allo "sgretolamento" della sala dei tredici scheletri, giunti all'esterno assistono attoniti al decollo di un immenso disco volante, diretto nello "spazio tra gli spazi", su cui l'intera città era edificata. La città crolla e s'inabissa definitivamente al di sotto delle acque del fiume. Oxley, avendo riconsegnato il teschio, ritorna normale mentre Indy rivela che non hanno trovato una città d'oro perché per gli antichi Inca il tesoro era la conoscenza.
Indiana Jones torna ad insegnare all'università, e finalmente lui e Marion convolano a nozze e Mutt accetta Indiana come padre.

## Produzione

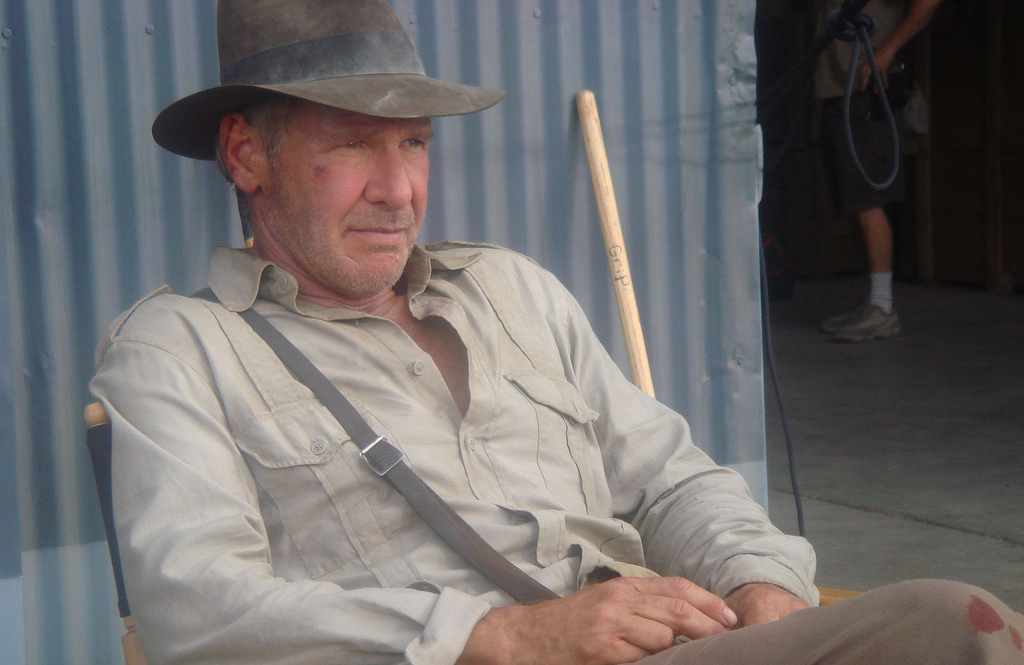
Harrison Ford durante una pausa sul set

Le prime voci riguardanti un presunto quarto capitolo della saga di Indiana Jones iniziarono a diffondersi su giornali e riviste specializzate nel corso del 1994, un paio d'anni dopo l'uscita del videogioco Indiana Jones and the Fate of Atlantis, che aveva riscosso un tripudio di consensi e recensioni entusiastiche in tutti i paesi del mondo. A quell'epoca, si era portati a pensare che il quarto film della serie sarebbe stato liberamente tratto da quella storia.
Spielberg spiegò di aver ricominciato a pensare seriamente alla saga quando, nel 1994, ricevette l'Oscar per Schindler's List dalle mani di Harrison Ford, il quale gli anticipò il suo interesse per una nuova avventura di Indiana Jones, ma il regista gli consigliò scherzosamente di rivolgersi a George Lucas: una settimana dopo ricevette una telefonata dallo stesso Lucas, che aveva appena parlato con Ford. Spielberg, ormai abituato a ricevere domande dai fan su un nuovo film su Indiana Jones, si dichiarò il più difficile da persuadere, tra lui, Ford e Lucas, a questo progetto. Poi, durante le riprese, vedere Ford e Karen Allen riprendere i loro ruoli fece emozionare sia lui che la troupe.
Tra i titoli trapelati nel corso degli anni per il quarto capitolo, si ricordano:
- Indiana Jones and the Garden of Life (Indiana Jones e il giardino della vita)
- Indiana Jones and the Saucer Men from Mars (Indiana Jones e gli extraterrestri da Marte)
- Indiana Jones and the Monkey King (Indiana Jones ed il Re Scimmia)
- Indiana Jones e il continente perduto
- Indiana Jones and the City of Gods (Indiana Jones e la città degli dei)

Nei contenuti speciali del DVD ufficiale, Spielberg, Lucas e Koepp affermano che il titolo del film, inizialmente, avrebbe dovuto essere Indiana Jones e gli Extraterrestri. Tra gli altri possibili inseriti nella lista da Koepp, si ricordano anche:
- Indiana Jones e l'attacco delle formiche giganti
- Indiana Jones e il [...] dei Misteriani (titolo scartato quasi subito, poiché un film intitolato I misteriani già esisteva)
- Indiana Jones e il figlio di Indiana Jones

### Sceneggiatura
Nel 1996, alcuni giornalisti rivelarono che la Lucasfilm stava lavorando segretamente ad una nuova sceneggiatura, affidata alle cure di Jeffrey Boam. In alcune interviste concesse in quel periodo, Steven Spielberg annunciò che le indiscrezioni erano vere: Jeffrey Boam stava realmente lavorando ad una nuova storia, che però non avrebbe avuto niente a che vedere con Atlantide, né tantomeno con il videogioco uscito qualche anno prima. Spielberg dichiarò infatti che l'avventura sarebbe stata incentrata su uno dei racconti della mitologia biblica, Adamo ed Eva. Fonti anonime interne alla Paramount sostennero Indiana Jones and the garden of life (Indiana Jones e il giardino della vita) come il probabile titolo.
Il 18 agosto del 1996, un rappresentante della Lucasfilm annunciò non solo che i lavori sulla sceneggiatura erano terminati ma anche che Lucas, Spielberg e Ford l'avevano approvata a pieni voti. Le riprese del film avrebbero dovuto iniziare il più presto possibile.  Da quel periodo in avanti ci furono speculazioni secondo le quali il film sarebbe stato girato nell'estate del 1998, per poi uscire al cinema nel 1999. All'alba di quell'anno, però, Indiana Jones 4 era ancora un nulla di fatto. Alcuni portavoce della Paramount dichiararono che in realtà nessuno tra Spielberg e Ford aveva mai approvato la sceneggiatura di Boam. Nello stesso periodo, però, si venne anche a sapere che i lavori sul progetto Indiana Jones 4 non erano cessati affatto, perché svariate altre storie erano in attesa di valutazione (tra le altre cose Hal Barwood, una delle menti principali che erano state dietro al videogioco Indiana Jones e il destino di Atlantide, dichiarò in un'intervista che durante la lavorazione al suo nuovo progetto, Indiana Jones e la macchina infernale, George Lucas gli aveva chiesto espressamente di modificare la storyline del videogioco in quanto alcune delle idee principali sarebbero potute tornare utili per il quarto film).
Tali voci continuarono a sussistere per diversi anni senza conferme né smentite ufficiali da parte dei registi (Spielberg e Lucas) o degli attori coinvolti (Harrison Ford) finché, intorno agli inizi del 2000, cominciarono a trapelare notizie secondo le quali la Lucasfilm aveva ingaggiato Jeb Stuart, la cui sceneggiatura, Indiana Jones and the saucer men from Mars (Indiana Jones e gli extraterrestri da Marte) catturava un'idea principale di Lucas, cioè la presenza di alieni, ma venne poi scartata. Anche Indiana Jones and the Monkey King (Indiana Jones ed il Re Scimmia), sceneggiatura proposta da Chris Columbus, fece la stessa fine. Entrambe furono poi rilasciate dagli archivi della LucasFilm e sono oggi di pubblico dominio.
Nei primi mesi del 2002 si cominciò a parlare di un coinvolgimento del regista M. Night Shyamalan, mentre veniva reso pubblico anche il precedente ingaggio di Tom Stoppard. Ma fu solo nel maggio di tale anno che le cose cominciarono a muoversi nella giusta direzione. La LucasFilm, infatti, aveva in quei giorni affidato a Frank Darabont il compito di scrivere una nuova storia. Il lavoro proseguì incessantemente per più di un anno ed il risultato fu qualitativamente molto superiore ai precedenti.
Il 3 giugno 2003 il soggetto di Indy 4 scritto da Frank Darabont venne dichiarato come completato. Ma a febbraio del 2004 il progetto venne ufficialmente accantonato dopo che George Lucas rifiutò il soggetto scritto da Darabont, promossa a pieni voti invece da Spielberg: speculazioni asserivano che lo sceneggiatore avesse trattato male il tema della comparsa del fratello cattivo di Indy, ruolo per il quale si vociferava il nome di Kevin Costner.
Una pre-produzione modello della pellicola era stata fatta nel 2003 per dare uno stampo iniziale a quello che il film avrebbe potuto essere. Intitolato Indiana Jones e le Tavole di Mosè, il modello era stato creato utilizzando le pellicole in disavanzo dal film Salvate il soldato Ryan mediante l'aggiunta di bozzetti creati al computer per simulare gli attori.
Lucas dichiarò anche che non avrebbe potuto seguire attentamente il progetto fino a quando non avesse terminato le riprese del terzo episodio della nuova trilogia di Guerre stellari.
Nell'ottobre del 2004, alla lista di illustri sceneggiatori che avevano partecipato alla stesura del film, andava ad aggiungersi anche Jeff Nathanson, che avrebbe di lì a poco compiuto la missione con successo.
La sceneggiatura definitiva del film, scritta proprio da Nathanson, venne poi approvata da George Lucas, Steven Spielberg ed Harrison Ford durante il corso del 2005. Sembrava infatti che dopo l'uscita di Munich, suo ultimo film di quel periodo, Spielberg si volesse dedicare interamente alla produzione di Indiana Jones 4. Nonostante questo, invece, alcuni lavori di rifinitura proseguirono durante il corso di tutto il 2006 per mano di George Lucas e David Koepp. Alla fine, il solo Koepp figurò come autore dello script, escludendo completamente Darabont che si dichiarò deluso.

### Cast
Harrison Ford fu tra i maggiori promotori del progetto, e ovviamente ricoprì per la quarta volta il ruolo di Indiana Jones, interpretando un eroe circa sessantenne, coerente quindi con l'età reale di Ford: ciò comunque non gli impedì di girare molte delle scene d'azione senza controfigura.
Sean Connery, attore ritiratosi dalle scene nel 2003 che in Indiana Jones e l'ultima crociata interpretava Henry Jones Senior, padre di Indiana, fu per sei mesi in trattative con la Paramount, valutando il copione e l'eventualità di un suo ritorno. Fece poi sapere di non essere intenzionato a riprendere parte al progetto, costringendo Lucas a una veloce riscrittura della sceneggiatura in modo da eliminare il personaggio.
Il 13 aprile 2007, sul sito ufficiale di Indiana Jones, venne comunicato il nome del primo membro del cast che avrebbe affiancato Ford, ovvero il giovane attore Shia LaBeouf, il quale si dichiarò entusiasta della sua partecipazione e di lavorare con attori così di talento. Reduce dal successo di Transformers, per prepararsi al ruolo l'attore si documentò sul periodo degli anni cinquanta, ed imparò bene a maneggiare il coltello, abilità poi inserita nella pellicola. Fin dal suo annuncio comunque vi furono molte voci riguardo ad un suo possibile ruolo come figlio di Indy.
Nel corso del 2007 vennero annunciati i nomi di Cate Blanchett, Ray Winstone e John Hurt. La Blanchett, proposta da Spielberg e approvata di buon grado da Lucas, si dichiarò entusiasta del ruolo, sia perché desiderava avere finalmente un ruolo da "cattiva", sia perché da bambina adorava Indiana Jones e sognava di sposarlo. Winstone venne accreditato come la spalla di Indy fin dall'inizio, mentre di Hurt si vociferò potesse ricoprire il ruolo o del padre di Indy (in seguito al rifiuto di Sean Connery), di Abner Ravenwood, padre di Marion, oppure di Albert Einstein, quest'ultimo rumor anacronistico poiché lo scienziato morì nel 1955 mentre la pellicola sarebbe stata ambientata nel 1957.
Il 18 giugno venne ufficializzata la presenza nel cast di Jim Broadbent come un professore di Yale, ruolo simile al Marcus Brody interpretato negli altri capitoli della saga dallo scomparso Denholm Elliott, mentre il 26 luglio annunciò il suo ritorno Karen Allen, la storica Marion Ravenwood del primo episodio della saga.
Molte voci di corridoio nel corso degli anni hanno suggerito la presenza di personaggi provenienti da capitoli precedenti della saga, come Willie Scott (Kate Capshaw) o l'arabo Sallah (John Rhys-Davies), ruolo quest'ultimo scritto ma poi eliminato in favore di un personaggio più giovane, mentre lo stesso Rhys-Davies non fu nemmeno contattato dalla produzione.
Altre voci di corridoio poi rivelatasi infondate hanno riguardato:
- Sandra Bullock, come nuova fiamma di Indy[4];
- Natalie Portman, nel ruolo della figlia di Indy[26];
- Calista Flockhart, nella vita compagna di Harrison Ford;
- Gong Li, accreditata nel cast o di questo film o de La mummia - La tomba dell'Imperatore Dragone, poi però assente da entrambi i titoli[27];
- Tom Selleck e Kevin Costner, entrambi per il ruolo del fratello di Indy[4].

### Location

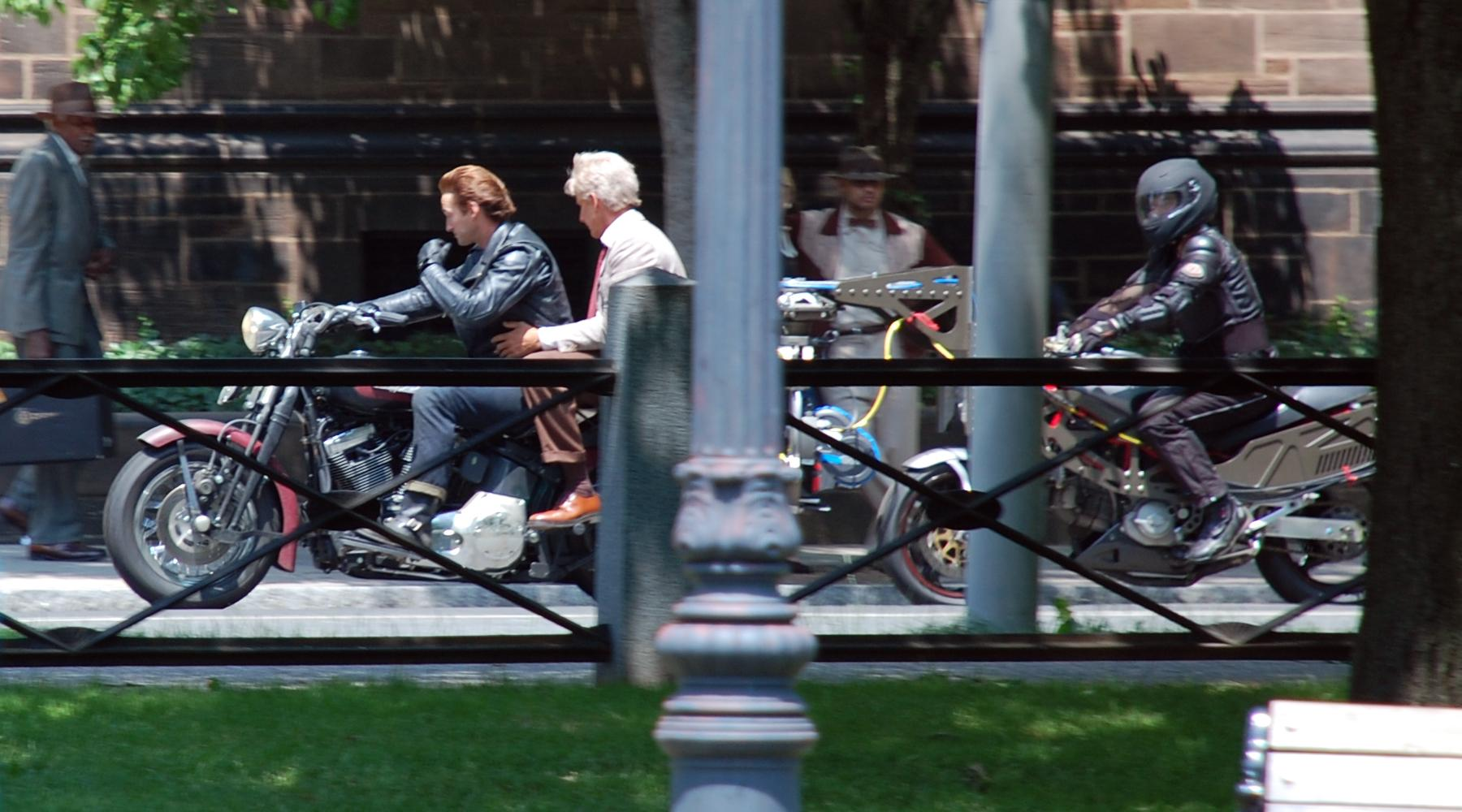
Harrison Ford e Shia LaBeouf durante le riprese in New Haven

Il set delle scene iniziali fu allestito nella cittadina di Deming, Nuovo Messico, mentre altre scene (come gli esterni di una chiesa) a New Haven, Connecticut.

### Riprese
Le riprese del film, iniziarono il 18 giugno 2007 per terminare l'11 ottobre dello stesso anno. Al brindisi augurale per l'inizio dei lavori sul set ha partecipato anche George Lucas.

### Effetti speciali
Per dare maggiore continuità e rendere la stessa atmosfera degli episodi precedenti, il regista Steven Spielberg, in accordo con il produttore Frank Marshall, realizzò la maggior parte delle scene dal vero con stuntman, utilizzando quindi la grafica computerizzata per circa il 30% della pellicola, limitatamente ai blue screen per i fondali, la rimozione di particolari come i cavi di sicurezza, e circa 200 inquadrature con effetti speciali. Lo scenografo Guy Hendrix si disse poi soddisfatto della realizzazione dei set.

## Colonna sonora

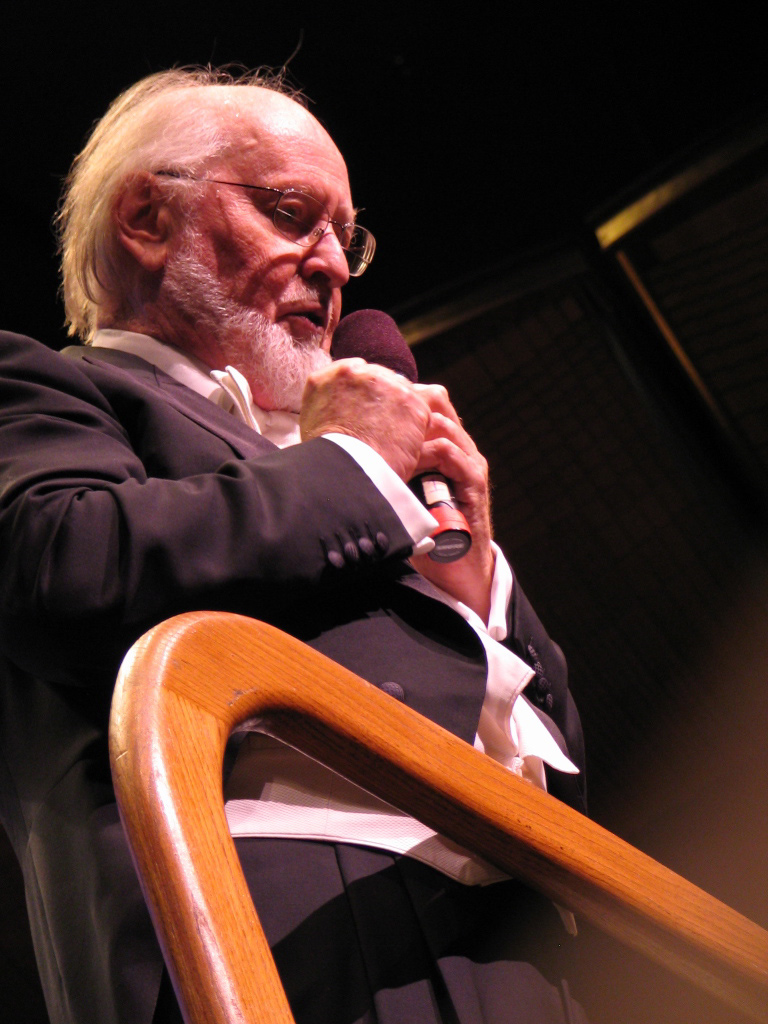
Il compositore John Williams

La colonna sonora è stata pubblicata il 20 maggio 2008.

### Tracce
Musiche di John Williams.
1. Raiders March – 5:05
2. Call of the Crystal – 3:49
3. The Adventures of Mutt – 3:12
4. Irina's Theme – 2:26
5. The Snake Pit – 3:15
6. The Spell of the Skull – 4:24
7. The Journey to Akator – 3:07
8. A Whirl Through Academe – 3:33
9. "Return" – 3:11
10. The Jungle Chase – 4:21
11. Orellana's Cradle – 4:22
12. Grave Robbers – 2:28
13. Hidden Treasure and the City of Gold – 5:13
14. Secret Doors and Scorpions – 2:17
15. Oxley's Dilemma – 4:46
16. Ants! – 4:14
17. Temple Ruins and the Secret Revealed – 5:49
18. The Departure – 2:26
19. Finale – 9:19

Durata totale: 77:17

## Promozione
Il 1º ottobre 2007 venne riportata una notizia secondo cui l'attore Tyler Nelson, in preda all'emozione di lavorare con Spielberg e Ford, aveva rivelato ad un quotidiano dell'Oklahoma alcuni dettagli di troppo riguardo ad una scena. Questo aveva fatto infuriare il regista Spielberg, che, secondo quanto riportato, reagì escludendo Nelson da alcune scene del film. Il 14 febbraio 2008 la Paramount Pictures ha presentato il primo teaser trailer ufficiale del film, il giorno successivo è stata pubblicata in rete anche la versione italiana del trailer.
In un sondaggio fatto dal sito MovieTickets.com  il film di Spielberg è stato al primo posto nella classifica dei film più attesi per il 2008, battendo in larga misura la concorrenza di film come Il cavaliere oscuro di Christopher Nolan e Iron Man di Jon Favreau. Dopo che molti media italiani avevano rivelato nella settimana precedente all'uscita del film molte delle sequenze più importanti che la produzione voleva tenere segrete, i fan di Indiana Jones lanciarono una petizione firmata anche da diversi uffici stampa.

## Distribuzione

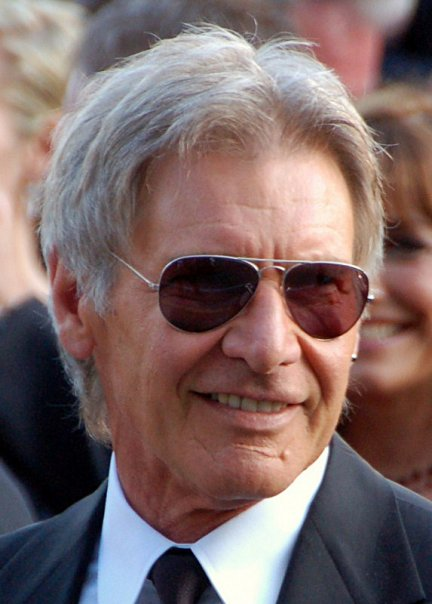
Harrison Ford al Festival di Cannes nel 2008

Il film è stato presentato il 18 maggio 2008 in anteprima mondiale fuori concorso al Festival di Cannes 2008.

### Data di uscita
L'uscita nelle sale avvenne in contemporanea mondiale il 22 maggio 2008, mentre nelle sale italiane il giorno successivo.

### Edizione italiana
Nell'edizione italiana, rispetto al primo capitolo della serie fu cambiata la doppiatrice di Marion Ravenwood, che da Paila Pavese passa a Chiara Salerno.

## Accoglienza

### Incassi
Il film è uscito giovedì 22 maggio 2008 in Nord America e ha incassato 25 milioni di dollari nel giorno di apertura. Nel suo weekend di apertura, il film ha incassato una cifra stimata di 101 milioni di dollari in 4.260 sale negli Stati Uniti e in Canada, classificandosi al primo posto al botteghino, e diventando la terza più ampia apertura di tutti i tempi. Nei suoi primi cinque giorni di uscita, ha incassato 311 milioni di dollari in tutto il mondo. Il totale di $ 151 milioni di incasso del film negli Stati Uniti lo ha classificato come la seconda più grande uscita del fine settimana del Memorial Day, dietro a Pirati dei Caraibi: Ai confini del mondo.
Ha incassato 317,101,119 dollari nel Nord America e 473,552,823 dollari a livello internazionale, per un totale di 790,653,942 dollari. È stato il terzo film di maggior successo del 2008 a livello nazionale, dietro Il cavaliere oscuro e Iron Man, e il secondo film di maggior incasso dell'anno a livello internazionale, dietro Il cavaliere oscuro.
Nel febbraio 2010, è stato il venticinquesimo film con il maggior incasso di tutti i tempi a livello nazionale e il quarantaquattresimo con il maggior incasso a livello mondiale, nonché il film di Indiana Jones di maggior successo finanziario se non adeguato all'inflazione dei prezzi dei biglietti.

### Critica
Il film ha ricevuto recensioni generalmente positive da parte dalla critica, ma contrastanti dal pubblico. Su Rotten Tomatoes ha un indice di gradimento del 77%, basandosi su 309 recensioni. Il consenso critico recita: «Sebbene gli elementi della trama siano abbastanza familiari, Indiana Jones e il regno del teschio di cristallo offre ancora brividi e il ritorno di Harrison Ford come protagonista è più che benvenuto». Metacritic riportò che il film aveva ottenuto un punteggio di 65/100, indicando "recensioni generalmente favorevoli" da parte di 40 critici. Yahoo! assegnò al film la valutazione B, basandosi su 15 giudizi. Il 26 dicembre 2016 il film venne classificato con 6,2/10 dall'Internet Movie Database, ottenendo il minor valore IMDb dell'intera saga. Roger Ebert diede al film 3,5 stelle su 4, indicando che aveva comparato il film ai tre capitoli precedenti. Stesso giudizio fu quello di Leonard Maltin, che conferì un giudizio più alto di quello che diede a Il tempio maledetto e L'ultima crociata. «Dopo una pausa di 19 anni» dichiara Maltin «Indy torna con lo stesso tono di avventure che ebbe in I predatori dell'arca perduta».
Ai Critics' Choice Movie Award del 2009 il film ottenne la candidatura come Miglior film d'azione. La Visual Effects Society candidò la scena della distruzione della valle come Migliore effetto visivo dell'anno. Oltre a ciò diede al film i premi Best Outstanding Matte Paintings, Best Models and Miniatures e Best Created Environment in a Feature Motion Picture. Il film si piazzò alla 453ª posizione della classifica dei 500 più grandi film di tutti i tempi del magazine Empire. Ai 51° Grammy Award, John Williams vinse un premio per il tema musicale. Il film ottenne altre candidature ai Saturn Award: Best Science Fiction Film, Best Director, Best Actor, Best Supporting Actor, Best Costumes e Best Special Effects; dei suddetti premi, Il regno del teschio di cristallo vinse solo il premio per i Migliori costumi.
Ad ogni modo, la Associated Press considerò l'accoglienza del pubblico «rispettosa – anche se tutt'altro che brillante», dicendo che «ad alcuni spettatori piacque l'anteprima, si divertì, anche se il film non valeva i 19 anni di attesa»; J. Sperling Reich, che scrive per FilmStew.com, ha dichiarato: «Sembrava che recitassero semplicemente il loro ruolo, sembrava che nessuno mettesse il cuore nel proprio personaggio». Il critico James Berardinelli diede al film 2 stelle su 4, definendolo «il più privo di vita della serie» e «semplicemente non un buon film». La critica di At the Movies Margaret Pomeranz diede al film 2 stelle e mezzo su 5, dicendo che «i produttori hanno avuto 19 anni per inventarsi qualcosa di veramente eccitante e originale, ma ho l'impressione che ci fosse molta pigrizia e cinismo in quest'ultima avventura».
Ai Razzie Awards del 2009 il film vinse il premio come Peggior sequel. Secondo Comcast il film è all'11º posto fra i peggiori sequel di tutti i tempi. Il magazine Paste, invece, lo classifica come 10º peggior sequel nella sua classifica dei 20 peggiori sequel di buoni film (The 20 Worst Sequels to Good Movies). Listverse.com lo classificò all'8º posto nella sua Top 10 dei peggiori sequel. Il film, inoltre, è stato classificato come quello con più errori ed incongruenze del 2008.

## Riconoscimenti
- 2009 - Premio BAFTA
  - Candidatura per i migliori effetti speciali a Pablo Helman, Marshall Krasser e Steve Rawlins
- 2009 - Saturn Award
  - Migliori costumi a Mary Zophres
  - Candidatura per il miglior film di fantascienza
  - Candidatura per il miglior attore a Harrison Ford
  - Candidatura per il miglior attore non protagonista a Shia LaBeouf
  - Candidatura per la miglior regia a Steven Spielberg
  - Candidatura per i migliori effetti speciali a Pablo Helman e Dan Sudick
- 2008 - Teen Choice Awards
  - Miglior attore in un film d'azione/avventura a Shia LaBeouf
  - Candidatura per il miglior cattivo a Cate Blanchett
  - Candidatura per il miglior film d'azione
- 2008 - Scream Award
  - Candidatura per il miglior attore non protagonista a Shia LaBeouf
  - Candidatura per il miglior film di fantascienza
  - Candidatura per il miglior attore in un film di fantascienza a Harrison Ford
- 2008 - National Movie Awards
  - Miglior film d'Azione/Avventura

- 2009 - Critics' Choice Awards
  - Candidatura per il miglior film d'azione
- 2009 - People's Choice Awards
  - Candidatura per il miglior film d'azione
  - Candidatura per la migliore star maschile cinematografica a Harrison Ford
  - Candidatura per la migliore star femminile in un film d'azione a Cate Blanchett
  - Candidatura per la migliore intesa sullo schermo a Harrison Ford e Shia LaBeouf
- 2008 - MTV Movie Awards
  - Candidatura per il miglior blockbuster estivo non ancora uscito
- 2009 - Screen Actors Guild Award
  - Candidatura per le migliori controfigure cinematografiche
- 2009 - Art Directors Guild Award
  - Candidatura per la migliore scenografia per un film fantasy a Guy Hendrix Dyas
- 2009 - BMI Film & TV Awards
  - BMI Film Music Award a John Williams
- 2009 - Razzie Awards
  - Peggior prequel, remake, rip-off o sequel

## Casi mediatici
Nell'ottobre 2007 Roderick Davis rubò dall'ufficio di Spielberg un computer contenente 4000 foto dal set del film, ma venne poi arrestato dalla polizia mentre tentava di venderle.